# Морріс Ґрейвс
Морріс Ґрейвс (англ. Morris Cole Graves; 28 серпня 1910, Фокс-Веллі, Орегон — 5 травня 2001, Лолета, Каліфорнія) — американський художник і графік, представник Північно-західної школи живопису.

## Біографія
Дитинство М. Ґрейвса пройшло в мальовничому регіоні П'юджет-Саунд поблизу Сіетла, на крайньому північному заході США.
У 1929—1931 — юнга на торговому судні по Тихому океану, відвідував Токіо і Шанхай. Під час цих подорожей познайомився зі дзен-буддизмом, інтерес до якого він зберіг до кінця життя.
Ґрейвс був художником-самоуком. У 1934 залишив інші заняття і цілком присвятив себе живопису. Разом зі своїм товаришем, художником Гі Андерсоном, оселився в Сіетлі і відкрив там майстерню. У 1936—1937 брав участь у роботі Федерального проекту з мистецтва (англ. Federal Art Project); в 1938 познайомився з відомим американським художником, композитором і філософом Джоном Кейджем, викладав у Корнішском коледжі мистецтв. На початку 1940-х років Ґрейвс був мобілізований до армії США.
Свої художні роботи створював переважно тушшю, пастеллю і темперою. Тематично його творчість охоплювала тваринний світ і ландшафти з дитинства в Пьюджет-Саунд. Після знайомства з художником Марком Тобі захоплювався також каліграфією, яку сплітав з міфічними, містичними елементами. Його твори цього роду були оцінені як стилістично близькі до абстрактного експресіонізму. У 1946—1947, отримавши  стипендію Ґуґґенгайма, 5 місяців провів у Гонолулу. Тут, в Академії мистецтв Гонолулу, ознайомився з колекцією китайської ритуальної бронзи, після чого написав 50 полотен символічного змісту і ще більш серйозно став вивчати буддизм. У післявоєнний період здійснював численні подорожі до Мексики, Японії та Європи.
Перша персональна виставка робіт у Нью-Йорку відбулася в 1947 році в галереї Віллард. У 1957 році пройшла пересувна виставка його робіт в ряді міст Німеччини. У 1990 році відбулася ретроспективна виставка його робіт. Роботи за 50 років (Morris Graves: Works of Fifty Years) були виставлені в художньому музеї міста Санта-Клара, Каліфорнія. У 1998 — виставка Morris Graves Paintings, 1931-97 в нью-йоркському Музеї американського мистецтва Вітні.